# توربوتکس
توربوتکس (انگلیسی: TurboTax)، محصول شرکت اینتویت، به عنوان یک نرم‌افزار تهیه اظهارنامه‌های مالیاتی در ایالات متحده و کانادا شناخته می‌شود. این نرم‌افزار که در سال ۱۹۸۴ توسط مایکل ای. چیپمن توسعه یافته و در سال ۱۹۹۳ توسط اینتویت خریداری شد، با رقبایی مانند نرم‌افزار مالیاتی اچ اند آر بلاک و تکس‌اکت در بازار رقابت می‌کند. این نرم‌افزار با ارائه ابزارهای کاربردی و راهنمایی‌های مالیاتی، فرایند پیچیده تهیه و ارسال اظهارنامه را برای کاربران تسهیل می‌کند.
با این حال، توربو تکس در سال‌های اخیر با انتقادات و جنجال‌هایی در خصوص نفوذ سیاسی و شیوه‌های تجاری فریبنده مواجه شده است. اینتویت، شرکت سازنده توربو تکس، میلیون‌ها دلار برای لابی‌گری علیه ایجاد سیستم آنلاین اظهارنامه مالیاتی توسط سازمان امور مالیاتی آمریکا (IRS) هزینه کرده است، سیستمی که مشابه آن در بسیاری از کشورهای ثروتمند وجود دارد. این اقدامات منجر به تحقیقات توسط دادستان‌های کل ایالتی و اداره خدمات مالی ایالت نیویورک شده است.
علاوه بر این، توربو تکس به دلیل گمراه‌سازی کاربران در خصوص برنامه رایگان فایل IRS نیز مورد انتقاد قرار گرفته است. طبق توافق با این برنامه، افراد با درآمد کمتر از ۳۹۰۰۰ دلار در سال می‌توانستند از نسخه رایگان توربو تکس استفاده کنند. اما تحقیقات پروپابلیکا در سال ۲۰۱۹ نشان داد که توربو تکس به‌طور عمدی دسترسی به این نسخه را دشوار کرده و کاربران را به نسخه‌های پولی هدایت می‌کند. همچنین، این شرکت با تبلیغ «تخفیف نظامی» و پنهان کردن نسخه رایگان، اعضای ارتش را فریب داده است تا برای استفاده از نرم‌افزار هزینه پرداخت کنند، در حالی که بسیاری از آن‌ها واجد شرایط استفاده رایگان بوده‌اند.
توربو تکس، نرم‌افزاری برای تهیه و ارسال اظهارنامه‌های مالیاتی، نسخه‌های متنوعی مانند دلوکس و پریمیر را برای سطوح مختلف نیاز کاربران ارائه می‌دهد. این نرم‌افزار هم برای اظهارنامه‌های مالیاتی فدرال و هم ایالتی قابل استفاده است و با راهنمایی گام به گام، کاربران را در فرایند پیچیده مالیاتی یاری می‌کند. همچنین، توربو تکس با ارائه خدمات دفاع مالیاتی، از کاربران در برابر ممیزی‌های احتمالی پشتیبانی می‌کند. نسخه‌های فدرال معمولاً در اواخر سال و نسخه‌های ایالتی در اواسط ژانویه تا اواسط فوریه منتشر می‌شوند، که این زمان‌بندی به تغییرات و تأییدیه‌های سازمان مالیاتی آمریکا بستگی دارد.
در سال‌های ابتدایی، توربو تکس با مشکلاتی در زمینه امنیت اطلاعات کاربران مواجه شد، از جمله ذخیره رمزهای عبور کاربران در سرورهای اینتویت و رایانه‌های شخصی. اگرچه این مشکلات رفع شدند، اما در سال‌های بعد، نحوه وارد کردن اطلاعات مالی از طریق ورود مستقیم نام کاربری و رمز عبور به جای دانلود مستقیم فایل داده، نگرانی‌هایی را به وجود آورد. همچنین، طرح فعال‌سازی نرم‌افزار در سال ۲۰۰۳ با انتقاداتی مواجه شد که در نهایت منجر به حذف آن گردید.
توربو تکس در سال‌های بعد، نسخه‌های رایگان و محدود خود را به عنوان بخشی از طرح «اتحاد فایل رایگان» ارائه کرد. با این حال، تبلیغات این نسخه‌های رایگان با انتقاداتی همراه بود، زیرا هزینه ارسال اظهارنامه‌های ایالتی تا زمان تکمیل اطلاعات فدرال به کاربران اطلاع داده نمی‌شد. در سال ۲۰۰۸، اینتویت با افزایش قیمت نسخه دسکتاپ و سیاست جدید «پرداخت به ازای هر اظهارنامه» که شامل هزینه اضافی برای ارسال اظهارنامه‌های بیشتر می‌شد، با واکنش منفی کاربران مواجه شد. در نهایت، این شرکت از این سیاست جدید عقب‌نشینی کرد.